# Parabuthus distridor
Espèce
Parabuthus distridor est une espèce de scorpions de la famille des Buthidae.

## Distribution
Cette espèce est endémique du Cap-du-Nord en Afrique du Sud,. Elle se rencontre dans le district du Namakwa vers Richtersveld.

## Description
La femelle holotype mesure 45 mm et le mâle paratype 40 mm.

## Publication originale
- Lamoral, 1980 : « Two new psammophile species and new records of scorpions from the northern Cape Province of South Africa (Arachnida: Scorpionida). » Annals of the Natal Museum, vol. 24, no 1, p. 201-210 (texte intégral).